# 仙人洞、吊桶环遗址
28°44′11″N 117°10′23″E / 28.73639°N 117.17306°E
仙人洞、吊桶环遗址位于中国江西省上饶市万年县大源镇，是新石器时代古人类活动遗址，1995年被列为全国十大考古新发现之一，2001年3月被评为中国20世纪100项考古大发现之一，2001年6月被列为第五批全国重点文物保护单位。

## 名称

### 仙人洞
仙人洞位于大源镇大源村小荷山脚，是一个溶洞。

### 吊桶环
吊桶环位于仙人洞西南约800米处的山坡上，为溶蚀性岩棚。

## 发掘
20世纪60年代初在此进行过两次科学发掘。1993年、1995年由北京大学考古系、江西省文物考古研究所和美国奥得沃考古研究基金会理查德·马尼士博士联合组成的中美农业考古队进行了两次发掘，1999年江西省文物考古研究所和北京大学考古系又作了一次发掘，取得了重大的收获。该遗址有旧石器时代末期到新石器时代早期上下两层地层堆积，上层距今约9000—14000年；下层距今约15000—20000年。在该遗址出土了大量石器、骨器、穿孔蚌器、原始陶片、人骨标本以及兽骨残片，中国南方出土物最多的洞穴，其中发现的陶片最早年代约19000-20000年左右，是中国和世界已发现的最早陶制品。两处遗址都有野生稻和人工稻的线索，对吊桶环遗址的稻作植硅石分析显示了将野生稻驯化为人工稻的历程，证实该地区是亚洲乃至世界上最早栽培水稻的地区。
- 仙人洞口
- 仙人洞内
- 陶罐，距今约1万年，1962年仙人洞出土